# Puebla de Don Fadrique
Puebla de Don Fadrique é um município da Espanha na província de Granada, de área 523,38 km² com população de 2554 habitantes (2007) e densidade populacional de 5,04 hab/km².

## Demografia

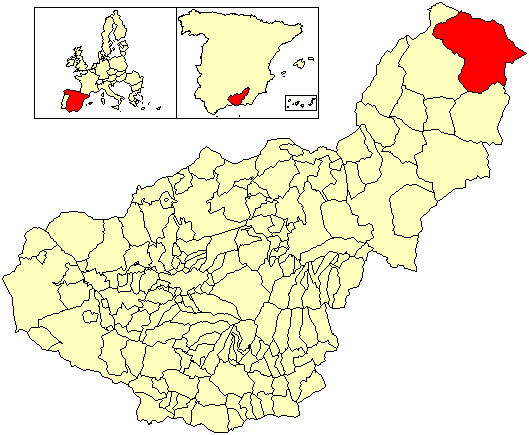
Localização do município na província de Granada

| Variação demográfica do município entre 1991 e 2004 | Variação demográfica do município entre 1991 e 2004 | Variação demográfica do município entre 1991 e 2004 | Variação demográfica do município entre 1991 e 2004 |
| --------------------------------------------------- | --------------------------------------------------- | --------------------------------------------------- | --------------------------------------------------- |
| 1991                                                | 1996                                                | 2001                                                | 2004                                                |
| 2597                                                | 2643                                                | 2549                                                | 2637                                                |